# 激闘!八八艦隊海戦史DX（ジュトランド海戦付）
激闘!八八艦隊海戦史DX（ジュトランド海戦付）（げきとうはちはちかんたいかいせんし）は、ジェネラル・サポートから2001年に発売されたウォー・シミュレーションゲーム。
第一次世界大戦及びその前後の世界で、史実・架空の海戦を楽しむゲームである。デザイナーは阿部隆史。

## ゲームの内容
基本的には激闘!ソロモン海戦史と同一のルールである。主な差違を以下に述べる。
1. 両軍の視界の差が無くなった。
2. 天候、波高のルールが追加され、それが視界、速度、命中に影響を及ぼすようになった。
3. マップ外から増援が出現する事がある。
4. キャンペーンモードが無くなった。
5. 勝敗の判定は、相互の艦艇の損害のみで争われるようになった。